# جان هانسن
جان هانسن (بالنرويجية البوكمول: Jan Hansen)‏ (14 فبراير 1954 تروندهايم النرويج - ) هو لاعب كرة قدم نرويجي يلعب كلاعب وسط.

## روابط خارجية
- جان هانسن على موقع اتحاد النرويج (النرويجية)
- جان هانسن على موقع قاعدة بيانات كرة القدم.إي يو (الإنجليزية)
- جان هانسن على موقع ناشيونال فوتبول تيمز (الإنجليزية)